# David Griffin (acteur)
David Griffin (né le 19 juillet 1943) est un acteur anglais ayant tourné avec Peter Cushing dans le vampire a soif.

## Filmographie partielle

### Au cinéma
- 1962 : Amour au collège (A French Mistress) de Roy Boulting
- 1968 : Le vampire a soif (The Blood Beast Terror) de Vernon Sewell
- 1968 : If... (If...) de Lindsay Anderson
- 1969 : La Bataille d'Angleterre (Battle of Britain) de Guy Hamilton
- 1970 : L'Abominable Homme des cavernes (Trog) de Freddie Francis

### À la télévision
(séries, sauf mention contraire)
- 1972 : Doctor Who (Lt. Commandant Mitchell), Saison 9, épisode 03 The Sea Devils (The Sea Devils)